# The Beach Boys in Concert
The Beach Boys in Concert är ett album som gavs ut 19 november 1973 av The Beach Boys. Albumet (som ursprungligen var en dubbel-LP) var gruppens tredje livealbum och den tjugotredje LP:n totalt. Det är producerat av The Beach Boys gemensamt.
Låten "We Got Love" var ursprungligen planerat ingå i gruppens föregående studioalbum Holland, men gör istället sin debut här.
Efter albumet utgivits lämnade Ricky Fataar och Blondie Chaplin gruppen.
Albumet nådde Billboard-listans 25:e plats.

## Låtlista
1. "Sail on Sailor" (Brian Wilson/Jack Rieley/R. Kennedy/Tandy Almer) - 3:21
2. "Sloop John B." (arrangerad av Brian Wilson) - 3:12
3. "The Trader" (Carl Wilson/Jack Rieley) - 4:46
4. "You Still Believe in Me" (Brian Wilson/Tony Asher) - 2:58
5. "California Girls" (Brian Wilson) - 2:57
6. "Darlin'" (Brian Wilson/Mike Love) - 2:21
7. "Marcella" (Brian Wilson/Jack Rieley/T. Almer) - 3:55
8. "Caroline, No" (Brian Wilson/Tony Asher) - 3:04
9. "Leaving This Town" (Ricky Fataar/Carl Wilson/Blondie Chaplin/Mike Love) - 6:59
10. "Heroes and Villains" (Brian Wilson/Van Dyke Parks) - 3:51
11. "Funky Pretty" (Brian Wilson/Mike Love/Jack Rieley) - 4:04
12. "Let the Wind Blow" (Brian Wilson/Mike Love) - 4:22
13. "Help Me, Rhonda" (Brian Wilson) - 4:59
14. "Surfer Girl" (Brian Wilson) - 2:35
15. "Wouldn't It Be Nice" (Brian Wilson/Tony Asher) - 2:45
16. "We Got Love" (Ricky Fataar/Blondie Chaplin/Mike Love) - 5:25
17. "Don't Worry Baby" (Brian Wilson/Roger Christian) - 3:11
18. "Surfin' U.S.A." (Chuck Berry/Brian Wilson) - 2:49
19. "Good Vibrations" (Brian Brian Wilson/Mike Love) - 4:49
20. "Fun, Fun, Fun" (Brian Wilson/Mike Love) - 3:16